# Guglielmo Malatesta (ciclista)
Guglielmo Malatesta (Ravenna, 6 dicembre 1891 – Ravenna, 8 novembre 1920) è stato un pistard italiano.

## Carriera
Nato nel 1891 a Ravenna, a 16 anni partecipò ai Giochi olimpici di Londra 1908, in tre gare: nella velocità fu eliminato in batteria, 3º, nei 5000 m uscì in semifinale, anche qui da 3º, e nei 100 km non concluse la semifinale.
Nel novembre 1920, durante nelle fasi finali del biennio rosso morì in seguito ad una coltellata rimediata durante una rissa con alcuni socialisti.